# Брама долі
«Брама долі» (англ. Postern of Fate) — детективний роман англійської письменниці Агати Крісті виданий у Великій Британії видвництвом «Collins Crime Club» у жовтні 1973 року і у США видавництвом «Dodd, Mead and Company» пізніше цього ж року.

## Сюжет
Томмі і Таппенс багато років прожили у шлюбі і вже літні люди. Вони вирішають оселитися в тихому англійському селищі. Коли вони очищають будинок від старих книг, випадає зашифроване повідомлення. Хтось пише, що якась Мері Джордан не померла природною смертю. 
Таппенс цікавить ця таємна справа. На її прохання, її чоловік, Томмі вирішує знайти щось про цю жінку, за допомогою своїх високопоставлених друзів. Виявляється, що у цьому селищі багато років тому, ще на початку двадцятого століття, насправді був злочин. Жертва, Мері Джордан була британським шпигуном і отруєна варивом з наперстянки. Зашифроване повідомлення в книзі залишив маленький хлопчик, який незабаром після цього також загинув при загадкових обставинах. 
Виявляється, що навіть зараз, через багато років хтось дійсно не хоче розголошення подробиць цієї справи. Вбито старого слуга Томмі і Тампенса, пана Ісака. Таппенс хотіли запитати у старенького якумога більше інформації про ту давню трагедію.